# RideLondon Classique
La RideLondon Classique es una carrera de ciclismo en ruta profesional femenina por etapas que se disputa anualmente en Londres, Reino Unido, en el mes de mayo. Es la versión femenina de la carrera de nombre similar denominada como RideLondon-Surrey Classic.
La carrera inició en el año 2013 como una carrera de exhibición (Critérium) y partir del año 2016 entró a formar parte forma parte del UCI Women's World Tour. En 2022 pasó a ser una vuelta por etapas y cambió su fecha de celebración al mes de mayo.

## Palmarés
| Año  | Ganador           | Segundo        | Tercero            |           |
| ---- | ----------------- | -------------- | ------------------ | --------- |
| 2013 | Laura Trott       | Hannah Barnes  | Loren Rowney       |           |
| 2014 | Giorgia Bronzini  | Marianne Vos   | Lizzie Armitstead  |           |
| 2015 | Barbara Guarischi | Shelley Olds   | Annalisa Cucinotta |           |
| 2016 | Kirsten Wild      | Nina Kessler   | Leah Kirchmann     |           |
| 2017 | Coryn Rivera      | Lotta Lepistö  | Lisa Brennauer     |           |
| 2018 | Kirsten Wild      | Marianne Vos   | Elisa Balsamo      |           |
| 2019 | Lorena Wiebes     | Elisa Balsamo  | Coryn Rivera       |           |
| 2020 | cancelada         | cancelada      | cancelada          | cancelada |
| 2021 | cancelada         | cancelada      | cancelada          | cancelada |
| 2022 | Lorena Wiebes     | Elisa Balsamo  | Emma Norsgaard     |           |
| 2023 | Charlotte Kool    | Chloé Dygert   | Lizzie Deignan     |           |
| 2024 | Lorena Wiebes     | Charlotte Kool | Lotte Kopecky      |           |

## Palmarés por países
| País           | Victorias |
| -------------- | --------- |
| Países Bajos   | 6         |
| Estados Unidos | 1         |